# Светско првенство у хокеју на леду 2018 — Дивизија I
Светско првенство дивизије I у хокеју на леду за 2018. у организацији Међународне хокејашке федерације одржане је по 18. пут у овом облику у периоду од 22. до 29. априла 2018, као друго по рангу квалитетно такмичење националних селекција за титулу хокејашког светског првака. На првенству је учествовало 12 екипа подељених у две квалитетне групе са по 6 тимова.
Домаћин турнира групе А је престоница Мађарске Будимпешта, док се турнир групе Б играо у Каунасу у Литванији. Најбоље резултате оствариле су селекције Велике Британије и Италије које су такмичење завршиле на прве две позиције у групи А, чиме су обезбедиле директан пласман на светско првенство елитне дивизије за 2019. годину. Британија се тако вратила у елитну групу након пуне 24 године и Светског првенства 1994. на ком је заузела 12. место. Победник групе Б је селекција Литваније, док је из прве дивизије испала репрезентација Хрватске.

## Учесници
На првенству учествује укупно 12 националних селекција подељених у две квалитетне скупине са по 6 екипа, од којих је 10 из Европе и 2 из Азије.
Новајлије на првенству у 2018. су селекције Словеније и Италије које су 2017. испале из елитне групе, те селекција Румуније која је била најбоља на првенству друге дивизије 2017. године (такмичи се у групи Б).
| Репрезентација   | Резултат у 2017. години        |
| ---------------- | ------------------------------ |
| Словенија        | 15. место у елитној групи      |
| Италија          | 16. место у елитној групи      |
| Казахстан        | 3. место у Дивизији I, група А |
| Пољска           | 4. место у Дивизији I, група А |
| Мађарска         | 5. место у Дивизији I, група А |
| Велика Британија | 1. место у Дивизији I, група Б |

| Репрезентација | Резултат у 2017. години         |
| -------------- | ------------------------------- |
| Украјина       | 6. место у Дивизији I, група А  |
| Јапан          | 2. место у Дивизији I, група Б  |
| Литванија      | 3. место у Дивизији I, група Б  |
| Естонија       | 4. место у Дивизији I, група Б  |
| Хрватска       | 5. место у Дивизији I, група Б  |
| Румунија       | 1. место у Дивизији II, група А |

## Домаћини турнира
Одлуке о домаћинима турнира прве дивизије за 2018. донесене су на састанку Извршног одбора ИИХФ-а у Келну 19. маја 2017. године. Кандидат за домаћина турнира групе А била је још и Пољска, односно градови Варшава или Катовице, док је Каунас био једини кандидат за организацију турнира групе Б.
| Група A                          | Светско првенство прве дивизије | Група B                          |
| Будимпешта                       | БудимпештаКаунас                | Каунас                           |
| Ласло Пап арена Капацитет: 9.500 | БудимпештаКаунас                | Жалгирис арена Капацитет: 13.750 |
|                                  | БудимпештаКаунас                |                                  |

## Турнир групе А
Такмичење у групи А одржано јсе у периоду између 22. и 28. априла 2018. године, а све утакмице играле су се на леду дворане Ласло Пап арена у мађарском главном граду Будимпешти. Капаците дворане за хокејашке утакмице је око 9.500 седећих места. Као и ранијих година и овај пут се турнир одржавао по једнокружном лигашком бод систему свако са сваким у пет кола. Две најбоље рангиране селекције обезбедиле су пласман у виши ранг такмичења за наредну годину, односно у елитну групу, док последњепласирани тим испада у групу Б прве дивизије.
У односу на претходну годину новајлије у овом рангу такмичења су селекције Словеније и Италије које су годину дана раније испале из елитне групе, те селекција Велике Британије која је била најбоља на турниру групе Б прве дивизије годину дана раније.
Прве две позиције на првенству и директан пласман у елитну групу освојиле су селекције Велике Британије и Италије, док је у групу Б испала селекција Пољске.
На укупно 15 одиграних утакмица постигнута су 84 гола, или у просеку око 5,6 голова по утакмици. Све утакмице пратило је укупно 52.065 гледалаца или 3.471 гледалац по утакмици. Најефикаснији играч турнира био је нападач репрезентације Казахстана Роман Старченко са учинком од 6 голова и 2 асистенције (укупно 8 индексних поена), док је за најкориснијег играча турнира по избору новинара проглашен Британац Брет Перлини.

### Судије
Међународна хокејашка федерација је за овогодишњи турнир групе А прве дивизије делегирала укупно 14 арбитара, по 7 главних и линијских судија.
| Главне судије - Алекс Дипјетро - Ласе Хејкинен - Олдрих Хејдук - Џеф Инграм - Марк Иверт - Трпимир Пирагић - Ладислав Сметана | Линијске судије - Томас Кајо - Мајкл Харингтон - Лудвиг Лундгрен - Мартон Немет - Марк Анри Прожин - Данијел Шош - Јосеф Шпур |

### Резултати групе А
|  | Пласман на СП 2019.                |
|  | Пласман у Дивизија I група Б 2019. |

| #          | Репрезентација   | Ут | П | Ппр | Ипр | И | ГД | ГП | ГР | Бод |
| ---------- | ---------------- | -- | - | --- | --- | - | -- | -- | -- | --- |
| 1. (17/50) | Велика Британија | 5  | 3 | 1   | 0   | 1 | 16 | 15 | +1 | 11  |
| 2. (18/50) | Италија          | 5  | 3 | 0   | 0   | 2 | 15 | 11 | +4 | 9   |
| 3. (19/50) | Казахстан        | 5  | 3 | 0   | 0   | 2 | 18 | 10 | +8 | 9   |
| 4. (20/50) | Мађарска         | 5  | 2 | 0   | 1   | 2 | 9  | 14 | −5 | 7   |
| 5. (21/50) | Словенија        | 5  | 2 | 0   | 0   | 3 | 15 | 15 | 0  | 6   |
| 6. (22/50) | Пољска           | 5  | 1 | 0   | 0   | 4 | 11 | 19 | −8 | 3   |

Све сатнице су по локалном времену 
| 22. април 2018. 12:30 | Велика Британија | 3 : 1 1:1, 1:0, 1:0 | Словенија | Ласло Пап арена, Будимпешта Посетилаца: 1.545 |

| Извор                                                          | Извор           | Извор                    | Извор         | Извор                                                                    |
| -------------------------------------------------------------- | --------------- | ------------------------ | ------------- | ------------------------------------------------------------------------ |
|                                                                | Бен Боунс       | Голмани                  | Гашпер Крошељ | Судије Марк Иверт Трпимир Пирагић Линијске судије Томас Кајо Данијел Шош |
| Бен О’Конор − 06:04 − Роберт Доуд − 35:59 Брет Перлини − 44:50 | 1:0 1:1 2:1 3:1 | − 12:22 − Блаж Грегорц − |               | Судије Марк Иверт Трпимир Пирагић Линијске судије Томас Кајо Данијел Шош |
| 6 мин                                                          | Искључења       | 8 мин                    |               | Судије Марк Иверт Трпимир Пирагић Линијске судије Томас Кајо Данијел Шош |
| 15                                                             | Шутеви на гол   | 35                       |               | Судије Марк Иверт Трпимир Пирагић Линијске судије Томас Кајо Данијел Шош |

| 22. април 2018. 16:00 | Мађарска | 0 : 3 0:0, 0;0, 0:3 | Казахстан | Ласло Пап арена, Будимпешта Посетилаца: 7.170 |

| Извор  | Извор         | Извор                                                                    | Извор          | Извор                                                                               |
| ------ | ------------- | ------------------------------------------------------------------------ | -------------- | ----------------------------------------------------------------------------------- |
|        | Адам Вај      | Голмани                                                                  | Хенрик Карлсон | Судије Ласе Хејкинен Олдрих Хејдук Линијске судије Мајкл Харингтон Марк Анри Прожин |
| −      | 0:1 0:2 0:3   | 43:38 − Валериј Орехов 44:35 − Јевгениј Римарев 47:42 − Јевгениј Римарев |                | Судије Ласе Хејкинен Олдрих Хејдук Линијске судије Мајкл Харингтон Марк Анри Прожин |
| 14 мин | Искључења     | 8 мин                                                                    |                | Судије Ласе Хејкинен Олдрих Хејдук Линијске судије Мајкл Харингтон Марк Анри Прожин |
| 28     | Шутеви на гол | 27                                                                       |                | Судије Ласе Хејкинен Олдрих Хејдук Линијске судије Мајкл Харингтон Марк Анри Прожин |

| 22. април 2018. 19:30 | Пољска | 1 : 3 1:0, 0:2, 0:1 | Италија | Ласло Пап арена, Будимпешта Посетилаца: 1.100 |

| Извор                    | Извор           | Извор                                                             | Извор           | Извор                                                                         |
| ------------------------ | --------------- | ----------------------------------------------------------------- | --------------- | ----------------------------------------------------------------------------- |
|                          | Џон Мареј       | Голмани                                                           | Марко Де Филипо | Судије Џеф Инграм Ладислав Сметана Линијске судије Лудвиг Лундгрен Јосеф Шпур |
| Криштоф Запала − 05:21 − | 1:0 1:1 1:2 1:3 | − 33:21 −Ђулијо Скандела 38:34 − Армин Хелфер 59:43 − Иван Делука |                 | Судије Џеф Инграм Ладислав Сметана Линијске судије Лудвиг Лундгрен Јосеф Шпур |
| 8 мин                    | Искључења       | 4 мин                                                             |                 | Судије Џеф Инграм Ладислав Сметана Линијске судије Лудвиг Лундгрен Јосеф Шпур |
| 21                       | Шутеви на гол   | 32                                                                |                 | Судије Џеф Инграм Ладислав Сметана Линијске судије Лудвиг Лундгрен Јосеф Шпур |

| 23. април 2018. 16:00 | Словенија | 2 : 4 0:1, 1:2, 1:1 | Пољска | Ласло Пап арена, Будимпешта Посетилаца: 930 |

| Извор                                   | Извор                   | Извор                                                                                              | Извор             | Извор                                                                         |
| --------------------------------------- | ----------------------- | -------------------------------------------------------------------------------------------------- | ----------------- | ----------------------------------------------------------------------------- |
|                                         | Гашпер Крошељ           | Голмани                                                                                            | Пшемислав Одробни | Судије Ласе Хејкинен Ладислав Сметана Линијске судије Мартон Немет Јосеф Шпур |
| − Јан Дрозг − 24:30 − Јан Урбас − 58:33 | 0:1 1:1 1:2 1:3 1:4 2:4 | 02:49 − Дамјан Капица − 27:29 − Бартломјеј Неупауер 36:09 − Марцин Колуш 51:25 − Арон Хмјелевски − |                   | Судије Ласе Хејкинен Ладислав Сметана Линијске судије Мартон Немет Јосеф Шпур |
| 10 мин                                  | Искључења               | 12 мин                                                                                             |                   | Судије Ласе Хејкинен Ладислав Сметана Линијске судије Мартон Немет Јосеф Шпур |
| 38                                      | Шутеви на гол           | 27                                                                                                 |                   | Судије Ласе Хејкинен Ладислав Сметана Линијске судије Мартон Немет Јосеф Шпур |

| 23. април 2018. 19:30 | Италија | 2 : 3 1:0, 1:2, 0:1 | Мађарска | Ласло Пап арена, Будимпешта Посетилаца: 7.150 |

| Извор                                            | Извор               | Извор                                                           | Извор    | Извор                                                                        |
| ------------------------------------------------ | ------------------- | --------------------------------------------------------------- | -------- | ---------------------------------------------------------------------------- |
|                                                  | Андреас Бернард     | Голмани                                                         | Адам Вај | Судије Марк Иверт Алекс Дипјетро Линијске судије Томас Кајо Марк Анри Прожин |
| Томазо Траверса − 04:52 − Томас Ларкин − 31:37 − | 1:0 1:1 2:1 2:2 2:3 | − 21:17 − Ендру Сарауер − 32:32 − Јанош Ваш 41:06 − Балаж Шебек |          | Судије Марк Иверт Алекс Дипјетро Линијске судије Томас Кајо Марк Анри Прожин |
| 6 мин                                            | Искључења           | 6 мин                                                           |          | Судије Марк Иверт Алекс Дипјетро Линијске судије Томас Кајо Марк Анри Прожин |
| 39                                               | Шутеви на гол       | 22                                                              |          | Судије Марк Иверт Алекс Дипјетро Линијске судије Томас Кајо Марк Анри Прожин |

| 24. април 2018. 16:00 | Казахстан | 6 : 1 1:1, 2:0, 3:0 | Велика Британија | Ласло Пап арена, Будимпешта Посетилаца: 1.345 |

| Извор | Извор                       | Извор                | Извор                  | Извор                                                                                |
| --- | --------------------------- | -------------------- | ---------------------- | ------------------------------------------------------------------------------------ |
| | Хенрик Карлсон              | Голмани              | Бен Боунс Џексон Вистл | Судије Олдрих Хејдук Трпимир Пирагић Линијске судије Мајкл Харингтон Лудвиг Лундгрен |
| Дмитриј Гренц − 14:28 − Антон Сагадејев − 32:22 Роман Старченко − 34:20 Роман Старченко − 41:58 Никита Михаилис − 44:55 Алихан Асетов −46:44 | 0:1 1:1 1:2 1:3 1:4 1:5 1:6 | 02:33 − Лук Ферара − |                        | Судије Олдрих Хејдук Трпимир Пирагић Линијске судије Мајкл Харингтон Лудвиг Лундгрен |
| 8 мин | Искључења                   | 14 мин               |                        | Судије Олдрих Хејдук Трпимир Пирагић Линијске судије Мајкл Харингтон Лудвиг Лундгрен |
| 42 | Шутеви на гол               | 25                   |                        | Судије Олдрих Хејдук Трпимир Пирагић Линијске судије Мајкл Харингтон Лудвиг Лундгрен |

| 25. април 2018. 12:30 | Италија | 3 : 0 2:0, 1:0, 0:0 | Казахстан | Ласло Пап арена, Будимпешта Посетилаца: 1.325 |

| Извор                                                                | Извор           | Извор   | Извор          | Извор                                                                       |
| -------------------------------------------------------------------- | --------------- | ------- | -------------- | --------------------------------------------------------------------------- |
|                                                                      | Андреас Бернард | Голмани | Хенрик Карлсон | Судије Ласе Хејкинен Марк Иверт Линијске судије Лудвик Лундгрен Данијел Шош |
| Петер Хохкофлер − 05:18 Дијего Костнер − 09:37 Шон Макмонагл − 25:26 | 1:0 2:0 3:0     | −       |                | Судије Ласе Хејкинен Марк Иверт Линијске судије Лудвик Лундгрен Данијел Шош |
| 12 мин                                                               | Искључења       | 10 мин  |                | Судије Ласе Хејкинен Марк Иверт Линијске судије Лудвик Лундгрен Данијел Шош |
| 40                                                                   | Шутеви на гол   | 29      |                | Судије Ласе Хејкинен Марк Иверт Линијске судије Лудвик Лундгрен Данијел Шош |

| 25. април 2018. 16:00 | Велика Британија | 5 : 3 2:1, 0:2, 3:0 | Пољска | Ласло Пап арена, Будимпешта Посетилаца: 1.435 |

| Извор | Извор                           | Извор                                                                  | Извор     | Извор                                                                             |
| --- | ------------------------------- | ---------------------------------------------------------------------- | --------- | --------------------------------------------------------------------------------- |
| | Бен Боунс                       | Голмани                                                                | Џон Мареј | Судије Алекс Дипјетро Олдрих Хејдук Линијске судије Мартон Немет Марк Анри Прожин |
| Брет Перлини − 03:22 − Колин Шилдс − 18:37 − Брендан Брукс − 44:56 Бен О’Конор − 46:40 Џонатан Филипс − 59:29 | 1:0 1:1 2:1 2:2 2:3 3:3 4:3 5:3 | − 12:21 − Павел Дроња − 23:31 − Дамјан Капица 29:42 − Криштоф Запала − |           | Судије Алекс Дипјетро Олдрих Хејдук Линијске судије Мартон Немет Марк Анри Прожин |
| 8 мин | Искључења                       | 10 мин                                                                 |           | Судије Алекс Дипјетро Олдрих Хејдук Линијске судије Мартон Немет Марк Анри Прожин |
| 34 | Шутеви на гол                   | 39                                                                     |           | Судије Алекс Дипјетро Олдрих Хејдук Линијске судије Мартон Немет Марк Анри Прожин |

| 25. април 2018. 19:30 | Словенија | 4 : 1 1:0, 1:1, 2:0 | Мађарска | Ласло Пап арена, Будимпешта Посетилаца: 7.460 |

| Извор                                                                                              | Извор               | Извор                   | Извор    | Извор                                                                         |
| -------------------------------------------------------------------------------------------------- | ------------------- | ----------------------- | -------- | ----------------------------------------------------------------------------- |
| | Гашпер Крошељ       | Голмани                 | Адам Вај | Судије Џеф Инграм Ладислав Сметана Линијске судије Мајкл Харингтон Јосеф Шпур |
| Александар Маговац − 06:57 − Јан Урбас − 29:35 Боштјан Голичич − 55:06 Сабахудин Ковачевић − 56:52 | 1:0 1:1 2:1 3:1 4:1 | − 25:07 − Балаж Шебек − |          | Судије Џеф Инграм Ладислав Сметана Линијске судије Мајкл Харингтон Јосеф Шпур |
| 14 мин                                                                                             | Искључења           | 12 мин                  |          | Судије Џеф Инграм Ладислав Сметана Линијске судије Мајкл Харингтон Јосеф Шпур |
| 47                                                                                                 | Шутеви на гол       | 33                      |          | Судије Џеф Инграм Ладислав Сметана Линијске судије Мајкл Харингтон Јосеф Шпур |

| 26. април 2018. 19:30 | Пољска | 2 : 3 0:2, 2:0, 0:1 | Мађарска | Ласло Пап арена, Будимпешта Посетилаца: 7.370 |

| Извор                                              | Извор               | Извор                                                        | Извор    | Извор                                                                        |
| -------------------------------------------------- | ------------------- | ------------------------------------------------------------ | -------- | ---------------------------------------------------------------------------- |
|                                                    | Пшемислав Одробни   | Голмани                                                      | Адам Вај | Судије Џеф Инграм Трпимир Пирагић Линијске судије Томас Кајо Лудвиг Лундгрен |
| − Филип Коморски − 25:21 Арон Хмјелевски − 32:13 − | 0:1 0:2 1:2 2:2 2:3 | 01:04 − Балаж Шебек 09:17 − Андраш Бенк − 40:30 − Јанош Хари |          | Судије Џеф Инграм Трпимир Пирагић Линијске судије Томас Кајо Лудвиг Лундгрен |
| 8 мин                                              | Искључења           | 8 мин                                                        |          | Судије Џеф Инграм Трпимир Пирагић Линијске судије Томас Кајо Лудвиг Лундгрен |
| 34                                                 | Шутеви на гол       | 36                                                           |          | Судије Џеф Инграм Трпимир Пирагић Линијске судије Томас Кајо Лудвиг Лундгрен |

| 27. април 2018. 16:00 | Казахстан | 3 : 5 2:2, 1:2, 0:1 | Словенија | Ласло Пап арена, Будимпешта Посетилаца: 1.645 |

| Извор                                                                    | Извор                           | Извор                                                                                   | Извор         | Извор                                                                     |
| ------------------------------------------------------------------------ | ------------------------------- | --------------------------------------------------------------------------------------- | ------------- | ------------------------------------------------------------------------- |
|                                                                          | Хенрик Карлсон                  | Голмани                                                                                 | Гашпер Крошељ | Судије Алекс Дипјетро Џеф Инграм Линијске судије Мартон Немет Данијел Шош |
| − Јегор Петјухов − 06:37 Дмитриј Гренц − 10:48 − Алихан Асетов − 38:04 − | 0:1 1:1 2:1 2:2 2:3 2:4 3:4 3:5 | 05:17 − Миха Верлич − 15:47 − Јан Урбас 27:28 − Миха Верлич 37:50 − Сабахудин Ковачевић |               | Судије Алекс Дипјетро Џеф Инграм Линијске судије Мартон Немет Данијел Шош |
| 8 мин                                                                    | Искључења                       | 18 мин                                                                                  |               | Судије Алекс Дипјетро Џеф Инграм Линијске судије Мартон Немет Данијел Шош |
| 23                                                                       | Шутеви на гол                   | 36                                                                                      |               | Судије Алекс Дипјетро Џеф Инграм Линијске судије Мартон Немет Данијел Шош |

| 27. април 2018. 19:30 | Италија | 3 : 4 2:2, 0:1, 1:1 | Велика Британија | Ласло Пап арена, Будимпешта Посетилаца: 1.750 |

| Извор                                                                       | Извор                           | Извор                                                                                   | Извор     | Извор                                                                             |
| --------------------------------------------------------------------------- | ------------------------------- | --------------------------------------------------------------------------------------- | --------- | --------------------------------------------------------------------------------- |
|                                                                             | Андреас Бернард Марко Де Филипо | Голмани                                                                                 | Бен Боунс | Судије Ласе Хејкинен Ладислав Сметана Линијске судије Томас Кајо Марк Анри Прожин |
| − Алекс Ламбахер − 07:23 − Томас Ларкин − 13:30 − Ђулијо Скандела − 45:08 − | 0:1 1:1 1:2 2:2 2:3 3:3 3:4     | 07:01 − Брет Перлини − 08:07 − Роберт Доуд − 22:10 − Бен О’Конор − 48:44 − Брет Перлини |           | Судије Ласе Хејкинен Ладислав Сметана Линијске судије Томас Кајо Марк Анри Прожин |
| 4 мин                                                                       | Искључења                       | 8 мин                                                                                   |           | Судије Ласе Хејкинен Ладислав Сметана Линијске судије Томас Кајо Марк Анри Прожин |
| 33                                                                          | Шутеви на гол                   | 17                                                                                      |           | Судије Ласе Хејкинен Ладислав Сметана Линијске судије Томас Кајо Марк Анри Прожин |

| 28. април 2018. 12:30 | Казахстан | 6 : 1 2:0, 2:1, 2:0 | Пољска | Ласло Пап арена, Будимпешта Посетилаца: 1.505 |

| Извор | Извор                       | Извор                      | Извор                       | Извор                                                                        |
| --- | --------------------------- | -------------------------- | --------------------------- | ---------------------------------------------------------------------------- |
| | Хенрик Карслон              | Голмани                    | Пшемислав Одробни Џон Мареј | Судије Алекс Дипјетро Марк Иверт Линијске судије Мајкл Харингтон Данијел Шош |
| Роман Старченко − 12:20 Павел Акољзин − 13:34 Роман Старченко − 24:34 − Роман Старченко − 39:30 Иван Кучин − 46:03 Роман Старченко −59:08 | 1:0 2:0 3:0 3:1 4:1 5:1 6:1 | − 27:19 − Кшиштоф Запала − |                             | Судије Алекс Дипјетро Марк Иверт Линијске судије Мајкл Харингтон Данијел Шош |
| 4 мин | Искључења                   | 33 мин                     |                             | Судије Алекс Дипјетро Марк Иверт Линијске судије Мајкл Харингтон Данијел Шош |
| 31 | Шутеви на гол               | 30                         |                             | Судије Алекс Дипјетро Марк Иверт Линијске судије Мајкл Харингтон Данијел Шош |

| 28. април 2018. 16:00 | Словенија | 3 : 4 1:1, 2:2, 0:1 | Италија | Ласло Пап арена, Будимпешта Посетилаца: 2.465 |

| Извор                                                                       | Извор                       | Извор                                                                                         | Извор           | Извор                                                                              |
| --------------------------------------------------------------------------- | --------------------------- | --------------------------------------------------------------------------------------------- | --------------- | ---------------------------------------------------------------------------------- |
|                                                                             | Гашпер Крошељ               | Голмани                                                                                       | марко Де Филипо | Судије Олдрих Хејдук Трпимир Пирагић Линијске судије Мартон Немет Марк Анри Прожин |
| − Матиц Подлипник − 17:11 Рок Тичар − 23:55 − Сабахудин Ковачевић − 38:52 − | 0:1 1:1 2:1 2:2 2:3 3:3 3:4 | 01:39 − Маркус Гандер − 29:26 − Мајк Саливан 33:43 − Алекс Тривелато − 59:58 − Дијего Костнер |                 | Судије Олдрих Хејдук Трпимир Пирагић Линијске судије Мартон Немет Марк Анри Прожин |
| 12 мин                                                                      | Искључења                   | 10 мин                                                                                        |                 | Судије Олдрих Хејдук Трпимир Пирагић Линијске судије Мартон Немет Марк Анри Прожин |
| 34                                                                          | Шутеви на гол               | 33                                                                                            |                 | Судије Олдрих Хејдук Трпимир Пирагић Линијске судије Мартон Немет Марк Анри Прожин |

| 28. април 2018. 19:30 | Мађарска | 2 : 3 (пен) 1:0, 0:0, 1:2; 0:0; 0:1 | Велика Британија | Ласло Пап арена, Будимпешта Посетилаца: 7.870 |

| Извор | Извор                    | Извор                                                                                          | Извор     | Извор                                                                      |
| --- | ------------------------ | ---------------------------------------------------------------------------------------------- | --------- | -------------------------------------------------------------------------- |
| | Адам Вај                 | Голмани                                                                                        | Бен Боунс | Судије Ласе Хејкинен Џеф Инграм Линијске судије Лудвиг Лундгрен Јосеф Шпур |
| Кристофер Бодо − 03:31 Чанад Ердељи − 41:53 − Чанад Ердељи Кристофер Бодо Ендру Сарауер Балаж Шебек Јанош Хари | 1:0 2:0 2:1 2:2 Пенали − | − 50:55 − Роберт Доуд 59:45 − Роберт Фармер Роберт Фармер Бен О’Конор Лијам Кирк Роберт Доуд − |           | Судије Ласе Хејкинен Џеф Инграм Линијске судије Лудвиг Лундгрен Јосеф Шпур |
| 10 мин | Искључења                | 8 мин                                                                                          |           | Судије Ласе Хејкинен Џеф Инграм Линијске судије Лудвиг Лундгрен Јосеф Шпур |
| 33 | Шутеви на гол            | 43                                                                                             |           | Судије Ласе Хејкинен Џеф Инграм Линијске судије Лудвиг Лундгрен Јосеф Шпур |

## Турнир групе Б
Такмичење у групи Б одржало се у периоду између 22. и 28. априла 2018. године, а све утакмице игране су на леду дворане Жалгирис арена у литванском граду Каунасу. Капаците дворане за хокејашке утакмице је око 13.750 седећих места. Као и ранијих година и овај пут се турнир одржава по једнокружном лигашком бод систему свако са сваким у пет кола. Најбоље пласирана селекција обезбедиће пласман у виши ранг такмичења за наредну годину, односно у групу А прве дивизије, док последњепласирани тим испада у групу А друге дивизије.
У односу на претходну годину новајлије у овом рангу такмичења су селекције Украјине која је годину дана раније испала из групе А, те селекција Румуније која је била најбоља на турниру групе Б прве дивизије годину дана раније.
Победник турнира и једина селекција која је остварила свих 5 победа је Литванија, сребрна медаља припала је репрезентацији Јапана, док је бронзу освојила селекција Естоније. У другу дивизију је као последњепласирана испала селекција Хрватске која ће тако по први пут након пет сезона да се такмичи у нижем рангу. За најефикаснијег играча турнира проглашен је дефанзивац јапанског тима Рјо Хашимото са 8 индексник поена (5 голова и 3 асистенције).
На укупно 15 одиграних утакмица постигнуто је 86 голова, у просеку 5,73 голова по утакмици. Све мечеве гледало је 46.040 гледалаца, или у просеку 3.069 гледалаца по утакмици.

### Судије
Међународна хокејашка федерација је за овај турнир делегирала укупно 11 судија, 4 главна и 7 помоћних.
| Главне судије - Дамијен Блијек - Миха Буловец - Стијан Халм - Лијам Севел | Линијске судије - Каролис Јанушаускас - Андреас Кројер - Иван Недељковић - Томи Нитиле - Елијас Севалд - Лауринас Степанкевичијус - Роман Вилета |

### Резултати групе Б
|  | Пласман на Дивизија I група А 2019. |
|  | Пласман у Дивизија II група А 2019. |

| #          | Репрезентација | Ут | П | Ппр | Ипр | И | ГД | ГП | ГР  | Бод |
| ---------- | -------------- | -- | - | --- | --- | - | -- | -- | --- | --- |
| 1. (23/50) | Литванија      | 5  | 4 | 1   | 0   | 0 | 26 | 9  | +17 | 14  |
| 2. (24/50) | Јапан          | 5  | 2 | 2   | 0   | 1 | 17 | 13 | +4  | 10  |
| 3. (25/50) | Естонија       | 5  | 3 | 0   | 1   | 1 | 10 | 7  | +3  | 10  |
| 4. (26/50) | Украјина       | 5  | 1 | 0   | 1   | 3 | 10 | 18 | −8  | 4   |
| 5. (27/50) | Румунија       | 5  | 1 | 0   | 1   | 3 | 12 | 18 | −6  | 4   |
| 6. (28/50) | Хрватска       | 5  | 1 | 0   | 0   | 4 | 11 | 21 | −10 | 3   |

Све сатнице су по локалном времену 
| 22. април 2018. 12:30 | Естонија | 1 : 2 (про) 1:0, 0:1, 0:0; 0:1 | Јапан | Жалгирис арена, Каунас Посетилаца: 700 |

| Извор                       | Извор         | Извор                                         | Извор           | Извор                                                                   |
| --------------------------- | ------------- | --------------------------------------------- | --------------- | ----------------------------------------------------------------------- |
|                             | Роман Шумихин | Голмани                                       | Јутаха Фукуфуџи | Судије Данијел Блијек Линијске судије Каролис Јанушаускас Елијас Севалд |
| Александар Петров − 10:55 − | 1:0 1:1 1:2   | − 38:03 − Хиромичи Терао 60:53 − Такума Кавај |                 | Судије Данијел Блијек Линијске судије Каролис Јанушаускас Елијас Севалд |
| 16 мин                      | Искључења     | 8 мин                                         |                 | Судије Данијел Блијек Линијске судије Каролис Јанушаускас Елијас Севалд |
| 12                          | Шутеви на гол | 42                                            |                 | Судије Данијел Блијек Линијске судије Каролис Јанушаускас Елијас Севалд |

| 22. април 2018. 16:00 | Румунија | 0 : 3 0:1, 0:2, 0:0 | Украјина | Жалгирис арена, Каунас Посетилаца: 1.545 |

| Извор  | Извор         | Извор                                                               | Извор             | Извор                                                                      |
| ------ | ------------- | ------------------------------------------------------------------- | ----------------- | -------------------------------------------------------------------------- |
|        | Патрик Ролц   | Голмани                                                             | Сергеј Гајдученко | Судије Лијам Севел Линијске судије Андреас кројер Лауринас Степанкевичијус |
| −      | 0:1 0:2 0:3   | 13:52 − Кирило Катрич 28:55 − Дмитро Нименко 38:49 − Никита Буценко |                   | Судије Лијам Севел Линијске судије Андреас кројер Лауринас Степанкевичијус |
| 12 мин | Искључења     | 22 мин                                                              |                   | Судије Лијам Севел Линијске судије Андреас кројер Лауринас Степанкевичијус |
| 39     | Шутеви на гол | 32                                                                  |                   | Судије Лијам Севел Линијске судије Андреас кројер Лауринас Степанкевичијус |

| 22. април 2018. 19:30 | Хрватска | 0 : 3 0:1, 0:2, 0:0 | Литванија | Жалгирис арена, Каунас Посетилаца: 6.050 |

| Извор  | Извор           | Извор                                                                         | Извор           | Извор                                                       |
| ------ | --------------- | ----------------------------------------------------------------------------- | --------------- | ----------------------------------------------------------- |
|        | Мате Томљеновић | Голмани                                                                       | Мантас Армантис | Судије Стијан Халм Линијске судије Томи Нитила Роман Вилета |
| −      | 0:1 0:2 0:3     | 19:54 − Тадас Кумелијаускас 22:23 − Емилијус Кракаускас 34:59 − Иља Цетвертак |                 | Судије Стијан Халм Линијске судије Томи Нитила Роман Вилета |
| 10 мин | Искључења       | 35 мин                                                                        |                 | Судије Стијан Халм Линијске судије Томи Нитила Роман Вилета |
| 26     | Шутеви на гол   | 33                                                                            |                 | Судије Стијан Халм Линијске судије Томи Нитила Роман Вилета |

| 23. април 2018. 12:30 | Украјина | 0 : 2 0:2, 0:0, 0:0 | Естонија | Жалгирис арена, Каунас Посетилаца: 160 |

| Извор | Извор             | Извор                                       | Извор               | Извор                                                          |
| ----- | ----------------- | ------------------------------------------- | ------------------- | -------------------------------------------------------------- |
|       | Сергеј Гајдученко | Голмани                                     | Вилем Хенрик Којтма | Судије Стијан Халм Линијске судије Иван Недељковић Томи Нитила |
| −     | 0:1 0:2           | 00:39 − Роберт Роба 09:03 − Вадим Васјонкин |                     | Судије Стијан Халм Линијске судије Иван Недељковић Томи Нитила |
| 8 мин | Искључења         | 2 мин                                       |                     | Судије Стијан Халм Линијске судије Иван Недељковић Томи Нитила |
| 33    | Шутеви на гол     | 33                                          |                     | Судије Стијан Халм Линијске судије Иван Недељковић Томи Нитила |

| 23. април 2018. 16:00 | Јапан | 4 : 3 1:0, 1:3, 2:0 | Хрватска | Жалгирис арена, Каунас Посетилаца: 292 |

| Извор                                                                                   | Извор                       | Извор                                                                  | Извор           | Извор                                                                    |
| --------------------------------------------------------------------------------------- | --------------------------- | ---------------------------------------------------------------------- | --------------- | ------------------------------------------------------------------------ |
|                                                                                         | Јута Нарисава               | Голмани                                                                | Мате Томљановић | Судије Миха Буловец Линијске судије Лауринас Степанкевичијус Рома Вилета |
| Рјо Хашимото − 15:17 − Макуру Фурухаши − 36:19 Хирото Сато − 42:50 Рјо Хашимото − 52:53 | 1:0 1:1 1:2 1:3 2:3 3:3 4:3 | − 22:03 − Борна Рендулић 24:21 − Борна Рендулић 27:13 − Јосип Јазбец − |                 | Судије Миха Буловец Линијске судије Лауринас Степанкевичијус Рома Вилета |
| 10 мин                                                                                  | Искључења                   | 6 мин                                                                  |                 | Судије Миха Буловец Линијске судије Лауринас Степанкевичијус Рома Вилета |
| 31                                                                                      | Шутеви на гол               | 26                                                                     |                 | Судије Миха Буловец Линијске судије Лауринас Степанкевичијус Рома Вилета |

| 23. април 2018. 19:30 | Литванија | 8 : 3 3:1, 3:1, 2:1 | Румунија | Жалгирис арена, Каунас Посетилаца: 5.760 |

| Извор | Извор                                       | Извор                                                       | Извор       | Извор                                                              |
| --- | ------------------------------------------- | ----------------------------------------------------------- | ----------- | ------------------------------------------------------------------ |
| | Мантас Арманлис                             | Голмани                                                     | Золтан Теке | Судије Дамијен Блијек Линијске судије Андреас Кројер Елијас Севалд |
| Едгар Рибаков − 02:38 Повилас Веренис − 03:47 едгар Рибаков − 10:55 − Богдан Бодзјул − 23:04 − Марк Калејниковас − 34:48 Арнолдас Босас − 39:39 Арнолдас Босас − 42:53 Угинус Чижас − 46:42 − | 1:0 2:0 3:0 3:1 4:1 4:2 5:2 6:2 7:2 8:2 8:3 | − 16:03 − Ђерђ Биро − 28:03 − Ђерђ Биро − 48:52 − Ђерђ Биро |             | Судије Дамијен Блијек Линијске судије Андреас Кројер Елијас Севалд |
| 35 мин | Искључења                                   | 6 мин                                                       |             | Судије Дамијен Блијек Линијске судије Андреас Кројер Елијас Севалд |
| 29 | Шутеви на гол                               | 42                                                          |             | Судије Дамијен Блијек Линијске судије Андреас Кројер Елијас Севалд |

| 25. април 2018. 12:30 | Украјина | 2 : 4 0:3, 0:0, 2:1 | Хрватска | Жалгирис арена, Каунас Посетилаца: 221 |

| Извор                                            | Извор                             | Извор                                                                                        | Извор           | Извор                                                                 |
| ------------------------------------------------ | --------------------------------- | -------------------------------------------------------------------------------------------- | --------------- | --------------------------------------------------------------------- |
|                                                  | Богдан Дјаченко Сергеј Гајдученко | Голмани                                                                                      | Мате Томљеновић | Судије Стијан Халм Линијске судије Каролис Јанушаускас Андреас Кројер |
| − Кирило Катрич − 46:56 Дмитро Нименко − 53:00 − | 0:1 0:2 0:3 1:3 2:3 3:4           | 04:36 − Иван Јанковић 11:51 − Томислав Заношки 13:06 − Доминик Канает − 59:59 − Домен Ведлин |                 | Судије Стијан Халм Линијске судије Каролис Јанушаускас Андреас Кројер |
| 10 мин                                           | Искључења                         | 22 мин                                                                                       |                 | Судије Стијан Халм Линијске судије Каролис Јанушаускас Андреас Кројер |
| 33                                               | Шутеви на гол                     | 39                                                                                           |                 | Судије Стијан Халм Линијске судије Каролис Јанушаускас Андреас Кројер |

| 25. април 2018. 16:00 | Румунија | 0 : 1 0:0, 0:0, 0:1 | Естонија | Жалгирис арена, Каунас Посетилаца: 452 |

| Извор | Извор         | Извор               | Извор               | Извор                                                          |
| ----- | ------------- | ------------------- | ------------------- | -------------------------------------------------------------- |
|       | Патрик Полц   | Голмани             | Вилем Хенрик Којтма | Судије Миха Буловец Линијске судије Елијас Севалд Роман Вилета |
| −     | 0:1           | 59:07 − Рихо Ембрич |                     | Судије Миха Буловец Линијске судије Елијас Севалд Роман Вилета |
| 6 мин | Искључења     | 8 мин               |                     | Судије Миха Буловец Линијске судије Елијас Севалд Роман Вилета |
| 29    | Шутеви на гол | 25                  |                     | Судије Миха Буловец Линијске судије Елијас Севалд Роман Вилета |

| 25. април 2018. 19:30 | Јапан | 1 : 6 0:2, 0:2, 1:2 | Литванија | Жалгирис арена, Каунас Посетилаца: 7.010 |

| Извор                    | Извор                       | Извор | Извор          | Извор                                                          |
| ------------------------ | --------------------------- | --- | -------------- | -------------------------------------------------------------- |
|                          | Јутака Фукуфуџи             | Голмани | Мантас Армалис | Судије Лијам Севел Линијске судије Иван Недељковић Томи Нитиле |
| − Рјо Хашимото − 40:41 − | 0:1 0:2 0:3 0:4 1:4 1:5 1:6 | 02:30 − Едгар Рибаков 03:03 − Арнолдас Босас 26:04 − Арнолдас Босас 27:56 − Повилас Веренис − 44:48 − Данијел Богдзјул 55:42 − Арнолдас Босас |                | Судије Лијам Севел Линијске судије Иван Недељковић Томи Нитиле |
| 14 мин                   | Искључења                   | 12 мин |                | Судије Лијам Севел Линијске судије Иван Недељковић Томи Нитиле |
| 25                       | Шутеви на гол               | 25 |                | Судије Лијам Севел Линијске судије Иван Недељковић Томи Нитиле |

| 27. април 2018. 12:30 | Јапан | 3 : 2 (про) 1:1, 0:1, 1:0; 1:0 | Румунија | Жалгирис арена, Каунас Посетилаца: 290 |

| Извор                                                             | Извор               | Извор                                       | Извор       | Извор                                                                         |
| ----------------------------------------------------------------- | ------------------- | ------------------------------------------- | ----------- | ----------------------------------------------------------------------------- |
|                                                                   | Јутака Фукуфуџи     | Голмани                                     | Патрик Ролц | Судије Дамијен Блијек Линијске судије Андреас Кројер Лаусинас Степанкевичијус |
| Кента Такаги − 02:48 − Томоја Ечиго − 52:53 Шого Накаџима − 52:53 | 1:0 1:1 1:2 2:2 3:2 | − 08:09 − Чанад Фодор 21:01 − Тамаш Ресег − |             | Судије Дамијен Блијек Линијске судије Андреас Кројер Лаусинас Степанкевичијус |
| 14 мин                                                            | Искључења           | 8 мин                                       |             | Судије Дамијен Блијек Линијске судије Андреас Кројер Лаусинас Степанкевичијус |
| 50                                                                | Шутеви на гол       | 29                                          |             | Судије Дамијен Блијек Линијске судије Андреас Кројер Лаусинас Степанкевичијус |

| 27. април 2018. 16:00 | Естонија | 5 : 1 2:0, 1:1, 2:0 | Хрватска | Жалгирис арена, Каунас Посетилаца: 1.200 |

| Извор | Извор                   | Извор                      | Извор           | Извор                                                                  |
| --- | ----------------------- | -------------------------- | --------------- | ---------------------------------------------------------------------- |
| | Вилем Хенрик Којтма     | Голмани                    | Мате Томљеновић | Судије Лијам Севел Линијске судије каролис Јанушаускас Иван Недељковић |
| Роберт Роба − 04:01 Роман Андрејев − 19:49 − Рихо Ембрич − 28:26 Роберт Арак − 53:49 Рихо Ембрич − 56:15 | 1:0 2:0 2:1 3:1 4:1 5:1 | − 25:17 − Борна Рендулић − |                 | Судије Лијам Севел Линијске судије каролис Јанушаускас Иван Недељковић |
| 10 мин                                                                                                   | Искључења               | 6 мин                      |                 | Судије Лијам Севел Линијске судије каролис Јанушаускас Иван Недељковић |
| 32 | Шутеви на гол           | 34                         |                 | Судије Лијам Севел Линијске судије каролис Јанушаускас Иван Недељковић |

| 27. април 2018. 19:30 | Литванија | 5 : 4 1:1, 1:1, 2:2; 1:0 | Украјина | Жалгирис арена, Каунас Посетилаца: 7.850 |

| Извор | Извор                               | Извор                                                                                             | Извор           | Извор                                                          |
| --- | ----------------------------------- | ------------------------------------------------------------------------------------------------- | --------------- | -------------------------------------------------------------- |
| | Мантас Армалис                      | Голмани                                                                                           | Богдан Дјаченко | Судије Миха Буловец Линијске судије Елијас Севалд Роман Вилета |
| Данијел Богдзјул − 08:14 − Паулијус Гинтаутас − 28:48 Паулијус Гинтаутас − 45:39 Угнијус Чижас − 49:00 − Арнолдас Босас − 61:04 | 1:0 1:1 1:2 2:2 3:2 4:2 4:3 4:4 5:4 | − 11:54 − Виктор Захаров 21:01 − Никита Буценко − 55:20 − Денис Петрухно 59:23 − Дмитро Нименко − |                 | Судије Миха Буловец Линијске судије Елијас Севалд Роман Вилета |
| 8 мин | Искључења                           | 6 мин                                                                                             |                 | Судије Миха Буловец Линијске судије Елијас Севалд Роман Вилета |
| 42 | Шутеви на гол                       | 20                                                                                                |                 | Судије Миха Буловец Линијске судије Елијас Севалд Роман Вилета |

| 28. април 2018. 12:30 | Хрватска | 3 : 7 0:2, 1:2, 2:3 | Румунија | Жалгирис арена, Каунас Посетилаца: 920 |

| Извор                                                                | Извор                                   | Извор | Извор       | Извор                                                           |
| -------------------------------------------------------------------- | --------------------------------------- | --- | ----------- | --------------------------------------------------------------- |
|                                                                      | Мате Томљеновић Вито Николић            | Голмани | Патрик Ролц | Судије Дамијен Блијек Линијске судије Томи Нитиле Елијас Севалд |
| − Домен Ведлин − 37:21 − Дејвид Брајн − 51:29 − Дејвид Брајн − 55:23 | 0:1 0:2 0:3 0:4 1:4 1:5 1:6 2:6 2:7 3:7 | 05:25 − Жомбор Молнар 11:31 − Данијел Транка 27:39 − Чанад Фодор 33:07 − Роберто Глига − 42:21 − Ђерђ Биро 43:36 − Жолт Петер − 42:51 − Тамаш Ресег |             | Судије Дамијен Блијек Линијске судије Томи Нитиле Елијас Севалд |
| 6 мин                                                                | Искључења                               | 18 мин |             | Судије Дамијен Блијек Линијске судије Томи Нитиле Елијас Севалд |
| 43                                                                   | Шутеви на гол                           | 37 |             | Судије Дамијен Блијек Линијске судије Томи Нитиле Елијас Севалд |

| 28. април 2018. 16:00 | Украјина | 1 : 7 0:2, 1:2, 0:3 | Јапан | Жалгирис арена, Каунас Посетилаца: 3.420 |

| Извор                     | Извор                             | Извор | Извор           | Извор                                                                           |
| ------------------------- | --------------------------------- | --- | --------------- | ------------------------------------------------------------------------------- |
|                           | Богдан Дјаченко Сергеј Гајдученко | Голмани | Јутака Фукуфуџи | Судије Стијан Халм Линијске судије Каролис Јанушаускас Лауринас Степанкевичијус |
| − Андриј Михнов − 22:19 − | 0:1 0:2 1:2 1:3 1:4 1:5 1:6 1:7   | 02:38 − Јуши Накајашики 07:47 − Рјо Хашимото − 27:05 − Рјо Хашимото 35:19 − Томоја Ечиго 43:22 − Гоши Ито 45:28 − Хирото Сато 50:56 − Кента Такаги |                 | Судије Стијан Халм Линијске судије Каролис Јанушаускас Лауринас Степанкевичијус |
| 12 мин                    | Искључења                         | 12 мин |                 | Судије Стијан Халм Линијске судије Каролис Јанушаускас Лауринас Степанкевичијус |
| 28                        | Шутеви на гол                     | 32 |                 | Судије Стијан Халм Линијске судије Каролис Јанушаускас Лауринас Степанкевичијус |

| 28. април 2018. 19:30 | Литванија | 4 : 1 2:1, 1:0, 1:0 | Естонија | Жалгирис арена, Каунас Посетилаца: 10.170 |

| Извор | Извор               | Извор                 | Извор               | Извор                                                           |
| --- | ------------------- | --------------------- | ------------------- | --------------------------------------------------------------- |
| | Мантас Армалис      | Голмани               | Вилем Хенрик Којтма | Судије Лијам Севел Линијске судије Иван Недељковић Роман Вилета |
| − Неријус Алишаускас − 07:38 Јауниус Јасиневичијус − 15:42 Повилас Веренис − 35:58 Повилас Веренис − 57:39 | 0:1 1:1 2:1 3:1 4:1 | 04:20 − Роберт Роба − |                     | Судије Лијам Севел Линијске судије Иван Недељковић Роман Вилета |
| 10 мин | Искључења           | 12 мин                |                     | Судије Лијам Севел Линијске судије Иван Недељковић Роман Вилета |
| 43 | Шутеви на гол       | 27                    |                     | Судије Лијам Севел Линијске судије Иван Недељковић Роман Вилета |